# Гугеноти (опера)
«Гугено́ти» (фр. Les Huguenots) — велика опера на 5 дій Джакомо Меєрбера. Лібрето — Ежена Скріба та Жермена Делавіня. Написана 1835 року. Вперше поставлена 29 лютого 1836 року на сцені Паризької опери. Відома також під іншими назвами: в Відні  йшла під назвою «Гвельфи і гібеліни», в Мюнхені і Флоренції — як «Англікани і пуритани», в останньому місті також як «Ренато ді Кронвальд». В Україні  вперше поставлена 1843 року в Одесі.
Опера «Гугеноти» вважається вершиною у творчості Меєрбера і найяскравішим зразком французької «великої опери», що ввібрала елементи інших жанрових різновидів— як французької комічної опери (арія пажа), так і італійської (аріозо королеви Маргарити). У музичному і драматургічному відношенні цей твір нерівний, і напруга, що досягає найбільшої сили в IV д. (найкращій в опері), слабшає до V, що нерідко зазнає купюр у постановках. У музиці Меєрбера, особливо в сцені освячення кинджалів, з великою силою передано несамовитий релігійний фанатизм. Любовний дует Рауля і Валентини належить до числа найкращих, мелодично найпривабливіших ансамблів оперної літератури.

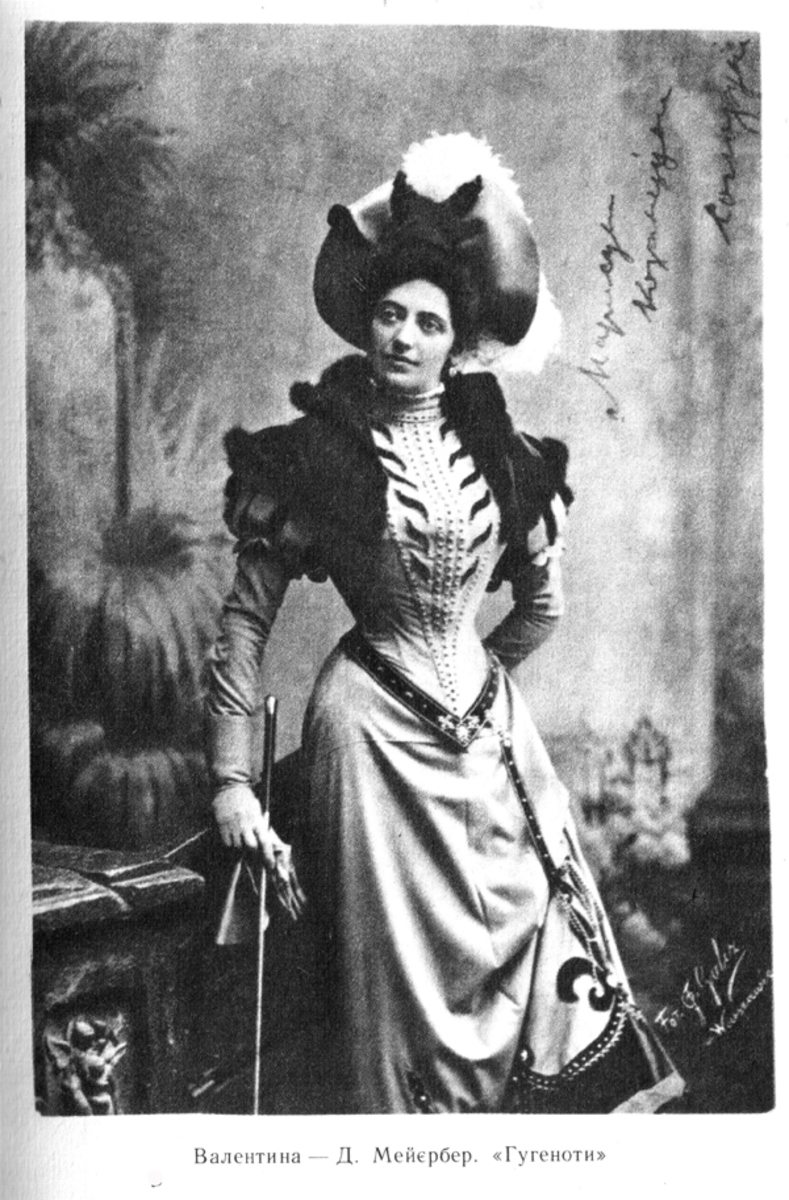
Соломія Крушельницька у ролі Валентини

## Дійові особи
- Маргарита Валуа, принцеса французька — сопрано
- Граф де Сен-Брі, католик — бас або баритон
- Валентина, його дочка — сопрано
- Граф де Невер, католик — баритон
- Рауль де Нанжи, гугенот — тенор
- Марсель, його слуга — бас
- Урбан, паж Маргарити Валуа — меццо-сопрано
- Коссе (тенор), Тавау (тенор), Торі (бас), Де-Ретц (бас), мерю (бас) — католики
- Моревер — бас
- Буа-Розе, солдат-гугенот — тенор
- Слуга графа де Невіра — тенор
- Солдат — бас

## Зміст
Лібрето опери «Гугеноти» створено за мотивами повісті «Хроніка царювання Карла IX» Проспера Меріме.

### Акт I
У замку графа де Невіра — бенкет. Його гості — католики, і їхні жарти часто адресовані протестантам, їх релігійним противникам. Лише один з гостей похмурий — молодий Рауль де Нанжи. Він протестант-гугенот. Граф де Невер, розпізнавши стан Рауля, просить розповісти суспільству про свої нещодавні пригоди. Рауль розповідає про те, що кілька днів тому, прогулюючись вночі по паризьких передмістях, він побачив прекрасну дівчину, на яку напали розбійники. Рауль розігнав негідників, однак ім'я красуні так і не встиг запитати. Відтоді він безнадійно закоханий …
В цей момент слуга повідомляє графу, що до нього прибула невідома дама. Де Невер велить проводити її для розмови в відокремлену каплицю, яка розташована поруч з бенкетним залом. Рауль впізнає у гості ту, в яку він закоханий! У сум'ятті молода людина клянеться вирвати любов до неї зі свого серця!
В залу входить паж нареченої короля Наварри Генріха, принцеси Франції Маргарити Валуа і велить Раулю негайно йти за ним за наказом принцеси. Засмучений Рауль вирушає в Лувр.

### Акт II
- Картина перша

Принцеса Марго хоче покласти край релігійній ворожнечі. Для цього вона хоче видати дочку впливового графа-католика де Сен-Брі Валентину заміж за молодого гугенота зі знатного роду Рауля де Нанжи. Оскільки Валентина була в цей час заручена з графом де Невером, Валентина за порадою Марго таємно відвідала графа в його замку і вблагала його розірвати їх передбачуваний шлюб. Валентина знала, що Рауль — це той самий її нічний рятівник, вона полюбила його всім серцем і тим охочіше погодилася на план принцеси.
Валентина розповідає Маргариті, що граф де Невер погодився відмовитися від одруження з нею. Останнє вже залежить від рішення самого Рауля. Рауль їде в палац і його проводять в покої принцеси. Сестра короля викладає йому свою волю. Раулю невідоме ім'я Валентини де Сен-Брі, і він погоджується на все. Цього вечора, в урочистій обстановці він побачить свою наречену і її батька, старого графа.
- Картина друга

Після оголошення про підготовку до одруження протиборчі сторони готові покінчити з ворожнечею. У цей момент до зали входить Валентина. Не тямлячи себе від щастя, вона кидається до свого коханого. Але Рауль — раптово впізнає в своїй нареченій ту, яку він уявляв собі коханкою графа де Невер і кілька годин тому застав у того в замку! Не тямлячи себе, ображений молодик, відкидає дівчину при всьому зібранні придворних, і не бажає відкрити причину свого безглуздого вчинку. Валентина кидається геть з палацу. Батько ж її прилюдно клянеться, що Рауль кров'ю поплатиться за таку образу.

### Акт III
У паризькій каплиці, на березі Сени відбувається вінчання графа де Невер і Валентини де Сен-Брі. Граф дуже задоволений, наречена ж, відкинута Раулем, сумна. Крізь весільну штовханину і натовпи роззяв пробирається Марсель, немолодий вже слуга Рауля. Він несе батькові Валентини згоду свого господаря прийняти виклик на дуель, посланий йому графом де Сен-Брі. Натомість приятель графа Сен-Брі Моревель пропонує розправитися з гугенотом інакше — він готовий зібрати групу вірних людей і заколоти кривдника серед ночі на цвинтарі. Сен-Брі погоджується з цим планом.
Валентина, яка тихо молилася в затишному куточку каплиці, все чула. Вона швидко знаходить Марселя благає його скоріше розповісти про все своєму господареві.
Стемніло. На домовленому місці з'являється Рауль. Противники схрещують свої шпаги. Раптово підбігає Марсель, перериває поєдинок і показує чоловічі фігури, що наближаються до них, серед яких — Моревер. Тим часом слуга чує гугенотську пісню з шинку неподалік і кличе одновірців на допомогу. На вулиці розгортається битва. Перериває її лише поява кортежу принцеси Маргарити, супроводжуваної загоном королівської варти. Вона дорікає своїм підданим через кровожерливість та дику поведінку. Закликавши Рауля, вона відкриває йому серце Валентини — дівчина любить його, і в момент їхнього знайомства була абсолютно невинна, але своїм вчинком Рауль сам унеможливив своє щастя.

### Акт IV
Рауль неочікувано з'являється в домі графа Сен-Брі, щоб просити у Валентини вибачення. Валентина все йому пробачає, але раптом з'являється група дворян-католиків, яким Сен-Брі повідомляє про те, що сьогодні, в день святого Варфоломія, герцог вирішив остаточно позбавити Францію від єретиків.
Де Невер єдиний відмовляється брати участь у кровопролитті, за що тесть велить його заарештувати. Залишившись удвох з Валентиною, Рауль говорить їй про необхідність поспішити і розкрити небезпеку. Валентина благає його нікуди не йти і не піддавати своє життя такому ризику. Однак Рауль поспішає в місто.

### Акт V
- Картина перша

В ошатному паризькому готелі де Сан дворяни-протестанти шумно відзначають весілля свого ватажка, Генріха Наваррського, і принцеси Маргарити Валуа. Раптом з'являється Рауль де Нанжи — він повідомляє про різанину. Гості хапаються за зброю і йдуть у бій.
- Картина друга

Група гугенотів переховується у старовинній церкві ховаються. Серед них — Марсель, поранений Рауль і Валентина, яка попри небезпеку знайшла свого коханого. Вона пропонує йому білий шарф і білий хрест — відмітні знаки католиків, що врятували б Рауля від смерті. Проте Рауль відкидає «порятунок» — він готовий померти за свою віру. Із загибеллю графа де Невер, що був убитий як зрадник, Валентина тепер вільна. Марсель проводить обряд вінчання Валентини і Рауля.
Рауль, Валентина і Марсель моляться за душі загиблих. Раптово з'являється загін у білих шарфах. «Хто тут?» — запитує грізний голос. «Гугеноти», — відповідає Рауль. За чим лунає рушничний залп. Граф де Сен-Брі пізнає серед вбитих тіло своєї дочки. Завершується опера входом королеви і хором солдат "хор співав солдат «Бог хоче крові!»

## Ноти
- Vocal/piano score of Les Huguenots: Ноти на сайті International Music Score Library Project.
- Réminiscences des Huguenots, S.412 for piano by Franz Liszt at IMSLP [Архівовано 16 березня 2021 у Wayback Machine.]
- Grande Fantaisie sur l'opera de Meyerbeer 'Les Huguenots', Op.43  for piano by Sigismond Thalberg at IMSLP [Архівовано 19 квітня 2018 у Wayback Machine.]